# محمود ابن سعد
محمود ابن سعد (انگلیسی: Mahmud ibn Sa'ad؛ زادهٔ) معمار است. او که در سده ۱۳-۱۴ میلادی زندگی می‌کرد آثاری را از جمله مسجد بی‌بی هیبت (تخریب‌شده در سال ۱۹۳۶)، قلعه نارداران و مسجد ملا احمد در شهر قدیمی باکو (ایچری‌شهر) بر جای گذاشته است.